# TV2 Kids (Ungaria)
TV2 Kids este un canal TV⁠(d) maghiar pentru copii, lansat de TV2 Csoport (Grupul TV2) pe 26 septembrie 2016, inițial intitulat Kiwi TV, iar ulterior, pe 17 august 2020, redenumit în TV2 Kids.